# Institut des hautes études européennes
Pour les articles homonymes, voir IEE et Institut d'études européennes.
L’Institut des hautes études européennes (IHEE) est un institut de recherche et d'enseignement spécialisé créé en mai 1951 à Strasbourg. Il s'est trouvé dans les murs de la villa Knopf.

## Historique
En août 1950, l'Assemblée consultative du Conseil de l'Europe a adopté une recommandation invitant le Conseil de l'Europe et l'université de Strasbourg à créer l'IHEE. Les statuts de l'IHEE ont été arrêtés le 26 janvier 1951 puis approuvés par décret ministériel le 10 février 1953.
L'Institut des hautes études européennes fut inscrit en 1960 à l'Association des Instituts d'études européennes.
L'institut porte, à l'origine, le nom de « centre universitaire des hautes études européennes » puis devient, dans les années 1970, l'IHEE.
En 1987, l'IHEE fut intégré à l'université Robert-Schuman qui, en 2009, furent à son tour intégré à l'université de Strasbourg, avant d'être finalement intégré à l'institut d'études politiques de Strasbourg en 2013.

## Sources